# Лейтманн, Георг
Лейтманн, Георг (англ. George Leitmann; 24 мая 1925, Вена, Австрия — 19 мая 2025) — американский учёный-инженер австрийского происхождения и педагог, профессор Калифорнийского университета.
Георг Лейтманн родился 24 мая 1925 года в полностью ассимилированной еврейской семье в Вене, Австрия. Его дед по отцовской линии был кадровым офицером в звании подполковника в Имперской армии. Его отец был добровольцем в Австрийской армии во время Первой мировой войны и был дважды ранен на сербском фронте.
Тем не менее к весне 1940 года ситуация в Австрии стала настолько опасной, что отец Лейтманна бежал в соседнюю Югославию, в ту пору — все ещё независимое королевство, а остальные члены семьи, Лейтманн, его мать и две бабушки, смогли эмигрировать в США в апреле 1940 года. Трагически Югославия была оккупирована Германией годом позже, и отец Лейтманна был убит в концентрационном лагере в Нише, Сербия.
Лейтманн учился в технической средней школе в Нью-Йорке, которую окончил в декабре 1943 года, после чего сразу же пошел добровольцем в армию. В феврале 1944 года он был зачислен в сапёрный батальон, который приступил к своим боевым обязанностям во Франции и Германии в конце 1944 года. Во время битвы в Кольмарском кармане подразделение Лейтманна было прикреплено к Первой французской армии, освободившей Кольмар. За участие Лейтманна в этой операции в составе разведывательного подразделения он был награжден Золотой пальмовой ветвью.
После окончания войны в Европе Лейтманн был переведен в Армейский контрразведывательный корпус, где был его самым молодым специальным агентом. Помимо других заданий, он выполнял функции следователя на Нюрнбергском процессе по военным преступлениям. В 1955 году он женился на Нэнси Ллойд. У них было двое детей, сын Йозеф и дочь Элейн, а также трое внуков и двое правнуков.

## Академическая карьера
После демобилизации из армии в мае 1946 года Лейтманн изучал физику в Колумбийском университете и получил степени бакалавра и магистра в 1949 и 1950 годах соответственно. С 1950 по 1957 год он работал на артиллерийской станции ВМС США (USNOTS) в Чайна-Лейк, Калифорния, сначала в качестве физика, а затем — в качестве руководителя секции аэробаллистического анализа. Это задание включало в себя как теоретические, так и экспериментальные исследования внешней баллистики ракет. Работая в USNOTS, он также поступил в аспирантуру Калифорнийского университета в Беркли, где в 1956 году получил степень доктора технических наук. В 1957 году он был принят на инженерный факультет Калифорнийского университета в Беркли в качестве ассистента профессора, в 1959 году получил звание доцента, а в 1963 году — профессора. В 1991 году он был удостоен звания заслуженного профессора и продолжал заниматься исследованиями и работал в университете до 2018 года.